# Michel Golibrzuch
Michel Golibrzuch (* 14. Oktober 1966 in Dortmund) ist ein deutscher Politiker (Die Grünen).
Golibrzuch wurde in Dortmund geboren, wuchs aber in Leer (Ostfriesland) auf. Er absolvierte 1987/88 seinen Zivildienst in Carolinensiel im Landkreis Wittmund. Anschließend studierte er an der Georg-August-Universität Göttingen Politikwissenschaft, Publizistik und Kommunikationswissenschaft, Volkswirtschaftslehre und öffentliches Recht; er schloss sein Studium als Diplom-Sozialwirt ab.
Seit 1987 ist Michel Golibrzuch Mitglied der Grünen. 1991 war er Mitarbeiter der Landtagsabgeordneten Andrea Hoops. Von 1990 bis 1994 arbeitete er für die grüne Fraktion im Niedersächsischen Landtag. Bei den Landtagswahlen 1994 und 1998 wurde Golibrzuch über die Landesliste in den Landtag gewählt. Er gehörte dem Parlament bis 2003 an.
Nach der Landtagswahl 2003 wechselte Michel Golibrzuch ins Niedersächsische Ministerium für Inneres und Sport, wo er zunächst im Bereich Verwaltungsmodernisierung tätig war. Später war er Haushaltsreferent und zuletzt stellvertretender Leiter der IT-Abteilung. Seit dem 1. Juni 2017 ist er Präsident des Landesamtes für Geoinformation und Landesvermessung Niedersachsen.